# アクアドバンテージ・サーモン
アクアドバンテージ・サーモン（英語：AquAdvantage salmon）は、アクアバウンティ・テクノロジーズ (AquaBounty Technologies) 社が開発した遺伝子組み替えされたアトランティックサーモンである。オーシャンパウトからプロモーター、キングサーモンから成長ホルモンの遺伝子が、アトランティックサーモンの遺伝子に付け加えられた。これらの遺伝子によって、春と夏の間だけではなく通年での成長を可能とした。これらの組み替えの目的は、個体の差によらず成長するスピードと、成長後の大きさを最大にすることを目的としている。これまでの品種改良種では3年かかっていた成長が、より早くなり16か月から18か月で市場に出荷できるサイズとなる。

## 経緯
2013年11月25日、カナダ環境省はサケ卵の商業生産を許可した。しかしこれは食用としての許可ではなく、それはまた別の許可が必要となる。
2015年11月19日、アメリカ食品医薬品局（FDA）は遺伝子組み換え動物食品として初の食用認可を行った。FDA動物用医薬品センターのバーナデット・ダナム所長は「このサケを原料とした食品も食用として安全であり、承認に必要な規制要件は満たされている」と述べている。遺伝子組み換えについてのラベル表示は義務づけられなかった。
2017年、カナダで遺伝子組み換えであることを表示せずに流通していることが確認され、環境保護団体が販売を中止する要請を出すなどの動きがあった。2019年には輸入制限が解除されカナダから受精卵をアメリカに輸入することが可能になり、アメリカでの養殖が可能になった。2021年5月、アメリカでの販売も開始された。
2023年2月、アクアバウンティ社のCEOは、カナダのプリンスエドワード島での遺伝子組み換えアトランティックサーモンの生産を中止し、遺伝子組み換えではないサケ卵の生産に転換することを発表した。